# Râle strié
Lewinia striata
Espèce
Statut de conservation UICN

 LC  : Préoccupation mineure
Le Râle strié (Lewinia striata, anciennement Gallirallus striatus) est une espèce d'oiseaux de la famille des Rallidae.
Cet oiseau vit à travers l'écozone indomalaise.